# Пјетро Верховод
Пјетро Верховод (6. април 1959) је бивши италијански фудбалер и тренер. Играо је на позицији одбрамбеног играча. Наступао је и за репрезентацију Италије.

## Каријера
Верховод је у почетку био центар у одбрани, који се такође касније истакао у зонском систему обележавања. Професионалну фудбалску каријеру започео је за Комо, пре него што је прешао у Фјорентину. Међутим, први успеси су му дошли када је прешао у Рому, освојивши титулу у Серији А 1983. Затим се преселио у Сампдорију, са којом је освојио четири италијанска купа, један Куп победника европског купа и другу титулу у серији А 1991. Године 1995. је потписао за Јувентус, где је деловао као искусни дефанзивац и освојио је једину Лигу шампиона УЕФА 1996 у 37. години. Играо је финале у Риму против Ајакса, након што је Јувентус победио на пеналима. Затим је прешао у Милан и Пиаћензу, за које је наставио да редовно игра упркос 41-ој години живота. На крају се повукао 2000. Верховод је одиграо 562 утакмице у Серији А и седми је највећи носилац наступа свих времена у Серији А, иза њега су били само Паоло Малдини, Ђанлуиђи Буфон, Франческо Тоти, Хавијер Занети, Ђанлука Паљука и Дино Зоф.

## Репрезентација
Верховод је играо 45 пута са италијанском репрезентацијом у периоду од 1981. до 1993. године постигавши два гола. Свој међународни деби имао је 6. јануара 1981, у доби од 21 године, током пријатељског ремија против Холандије у Монтевидеу, на турниру „Мундијалито“ 1981. године. Био је један од играча италијанског састава, иако није играо, који је 1982. освојио ФИФА Светски куп, под менаџером Ензом Беарзотом. Верховод је био члан италијанског састава који је учествовао на ФИФА Светском купу 1986. године, а остварио је и три наступа на ФИФА Светском купу 1990. године, пошто је Италија завршила на трећем месту на домаћем тлу, под менаџером Азеглијом Вићинијем, након што је стигла до полувремена -финале. Такође је најстарији голман у историји италијанског националног тима: постигао је погодак на мечу у квалификацијама за ФИФА Светски куп 1994. године против Малте, 24. марта 1993. године, који се завршио победом Италије резултатом 6–1, под менаџером Аригом Сачијем. Он је играо за Италију на Летњим олимпијским играма 1984. године, где је Италија успела да оствари четврто место, пошто је стигла до полуфинала турнира, иако никада није играла за Италију на УЕФА Европском првенству.

## Стил игре
Верховод је био жилав одмбрамени играч средњег бека, који је поседовао сјајан темпо; сматран је једним од најбољих дефанзиваца Италије. Био је сматран  за једог од најбржих дефанзиваца на свету и једним од најјачих из Серије А 1980-их и 1990-их, због своје снаге. Обично се у својој раној каријери позиционирао као играч који означава противника. Имао је способност читања игре да разбије супротстављене игре, узврати повратни посед и пресреће лопте; ови атрибути такође су му омогућили да се истакне у одбрамбеном систему током своје касније каријере. Иако у почетку није био технички надарени дефанзивац, како је напредовала његова каријера, показао је значајна техничка и тактичка побољшања. Иако није био нарочито висок за центаршут, био је и врло јак за додавање лопте у ваздуху због висине и имао је склоност да постигне голове на тај начин; Као резултат тога, он је један од најплоднијих италијанских играча свих времена. Упркос свом агресивном стилу игре, такође је сматран коректним играчем и на терену и ван њега а такође се истицао својим вођством, залагањем у тренингу и способношћу да избегне повреде.